# 南岩水库
南岩水库是中国广西壮族自治区南宁市上林县塘红乡境内的一座水库，位于红水河流域石门河上，建于1960年。水库正常库容为1555万立方米，集雨面积为6平方千米，海拔为197米。